# Cimetière des Chaprais
Le cimetière des Chaprais est un cimetière situé dans le quartier des Chaprais, à Besançon (Bourgogne-Franche-Comté). Ce cimetière, l'un des cinq de la commune, est considéré comme l'un des plus importants et les plus beaux de la ville avec le cimetière juif, et est parfois surnommé le « père Lachaise » de Besançon. La partie haute du cimetière est un site classé par un arrêté de 1977.

## Histoire

### L'église Saint-Martin

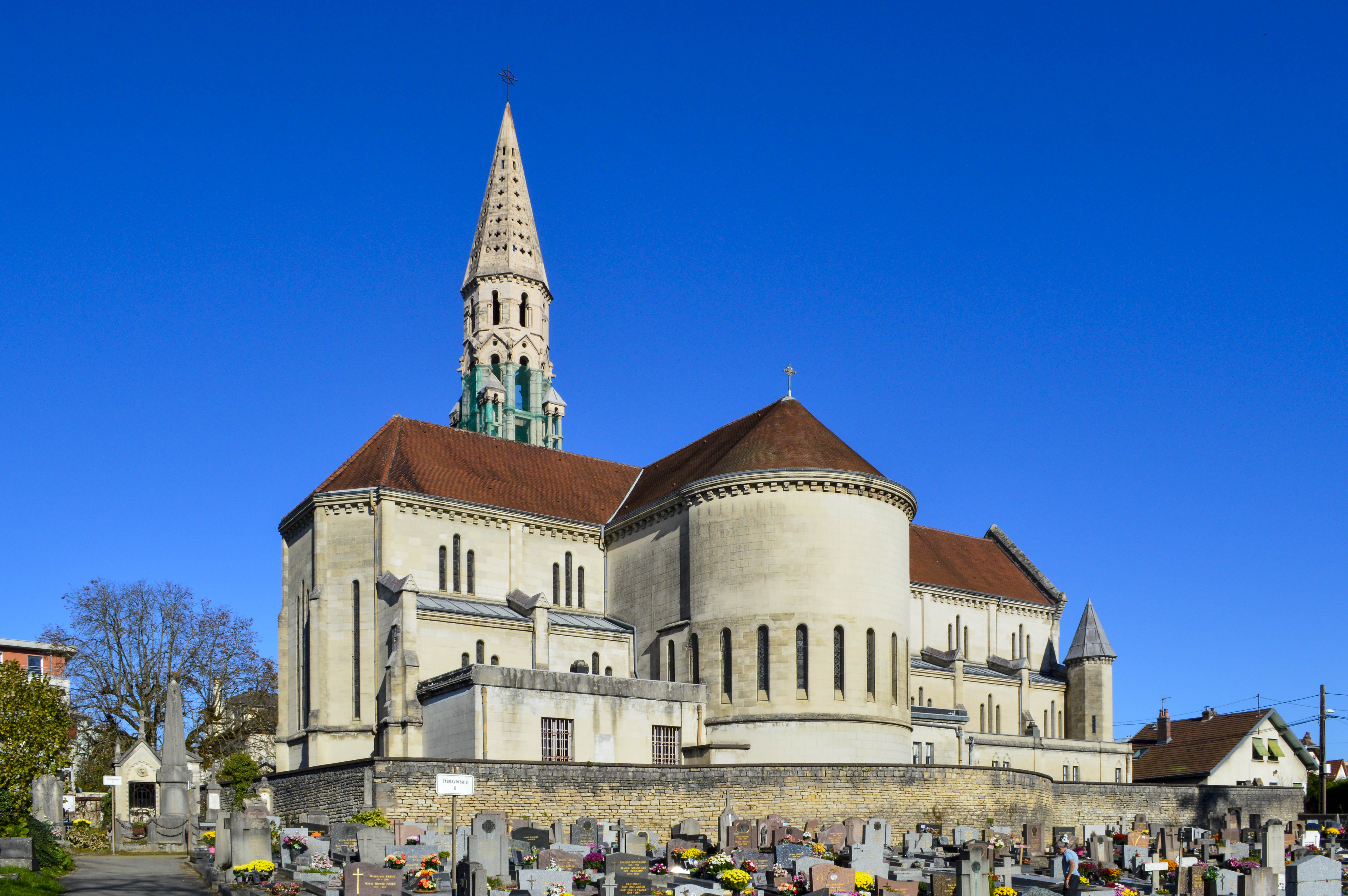
L'église Saint-Martin des Chaprais.

L'actuelle église Saint-Martin fut reconstruite à partir de 1821 sur les plans de l'architecte Denis-Philippe Lapret, sur le lieu-dit du « Pater », au cœur du quartier des Chaprais. Elle fut rebâtie près du cimetière des Chaprais qui existait déjà auparavant, et fut dès lors nommée église Saint-Martin des Chaprais pour la différencier de l'ancienne église Saint-Martin de Bregille.

### Le cimetière
Le cimetière des Chaprais, dont les plans ont été dessinés par l'architecte municipal Lapret avant son décès, a été ouvert en 1824, sur un terrain de 5,12 ha, après avoir bénéficié de quelques changements dessinés par le talentueux Pierre Marnotte (architecte municipal successeur de D.-Ph. Lapret) à la suite de la reconstruction de l'église dont l'existence est bien plus ancienne. C'est à la suite du rejet progressif des habitants contre le cimetière des Champs Bruley ouvert en 1793, que le site est créé pour y accueillir les dépouilles catholiques. Il tire son style de l’harmonie entre l’élégance végétale et la gravité monumentale de la pierre, largement inspiré du modèle romantique anglais. Parmi les 8 183 concessions actuelles, on peut apercevoir dans ce cimetière des obélisques, des pyramides, des cippes ou des chapelles typiquement de style architectural du XIXe siècle mêlant romantisme, néoclassique et néogothique.

### Le tombeau de Joseph Liard
Joseph Liard (né le 27 décembre 1747 à Rosières-aux-Salines en Meurthe-et-Moselle et décédé le 21 avril 1832 était ingénieur en chef des Ponts et Chaussées du Doubs de 1791 à 1832 puis directeur du canal du Rhône au Rhin. C'est Liard lui-même qui a dessiné les plans de son tombeau, qui fut apparemment construit dans le 2e quart du XIXe siècle. Le tombeau se compose d'une base simple, d'un obélisque ainsi que d'un socle assez haut dont chaque face latérale est ornée d'une urne d'où s'écoule un cours d'eau avec l'inscription " Rhin " et " Rhône ", le tout édifié en pierre calcaire sculptée en bas-relief. Sur la face antérieure du tombeau, on peut voir une représentation de l'entrée du tunnel-canal de Thoraise (Doubs), surmontée de l'inscription (partielle à la suite de dommages) « Jose[ph Liard] / Inspect[eur génér]al des Ponts [et] Chaussées / Commandeur de la [légion] d'honneur / né le 27 décembre [1747, mort le 21 avril 183]2 », et sur sa face postérieure l'inscription « [Joseph L]iard Direc[te]ur [d]u canal / du Rhône [au Rhin ... p]ar Mr Dupuy / ... ». Un fronton triangulaire terminé dans les angles par des crosses affrontées coiffe toutes ses faces, et la face antérieure de l'obélisque est ornée d'un relief fortement endommagé représentant des motifs végétaux qui grimpent autour d'un bâton (de nature indéterminée : tige ou manche ?).

## Personnalités enterrées
Le cimetière accueille les dépouilles de nombreuses personnalités,,. 
Parmi elles, les dix-sept officiers d’Empire dont:
- François de Pierre de Viantaix (1744-1823), général français de la Révolution et de l’Empire;
- Claude-Augustin Maire (1770-1835), baron d'Empire;
- Jacques Terrier (1770-1849), général français de la Révolution et de l’Empire;
- Jean-François Boulart (1776-1842), général français de la Révolution et de l’Empire;

De nombreux maires de Besançon:
- Marie Antoine Charles Suzanne de Terrier de Santans (1773-1832), maire de Besançon de 1820 à 1830, emplacement A 3 n°382;
- Jean–Agathe Micaud (1770-1860), maire de Besançon de 1835 à 1843;
- Léon Bretillot (1809-1881), maire de Besançon de 1843 à 1848;
- César Convers (1796 – 1864), maire de Besançon de 1848 à 1860, emplacement A 3 n°305;
- Charles-César Clerc de Landresse (1801-1867), maire de Besançon de 1860 à 1867, emplacement A 6 n° 2137 ;
- Louis Joseph Fernier (1815-1879), maire de Besançon de 1870 à 1872 et député du Doubs de 1871 à 1876, emplacement A 5 n°1355;
- Victor Delavelle (1826-1907), maire de Besançon de 1880 à 1884, emplacement A 7 n°2604 ;
- Nicolas Bruand (1812-1888), maire de Besançon de 1884 à 1888, emplacement A 5 n°1103;
- Claude François Vuillecard (1845-1902), maire de Besançon de 1888 à 1898, emplacement A 6 n°1733;
- Claudius Gondy (1843 – 1901) maire de 1898 à 1901, emplacement O n°6188;
- Alexandre Grosjean (1851-1922), maire de Besançon de 1906 à 1912, emplacement A 4 n°944;
- Charles Siffert (1876-1939), maire de Besançon de 1925 à 1939, emplacement I n°4485;
- Henri Regnier (1882-1969), maire de Besançon de 1950 à 1953, emplacement I n°4618;
- Robert Schwint (1928-2011), maire de Besançon de 1977 à 2001, député du Doubs de 1988 à 1993, Sénateur du Doubs de 1971 à 1988, emplacement Q n°6577;

Parmi les autres personnalités politiques:
- Louis de Vaulchier du Deschaux (1780-1861), haut fonctionnaire (préfet), député du Jura de 1820 à 1830;
- Charles de Saint-Juan (1785-1862), membre du conseil municipal de Besançon de 1824 à 1862, conseiller général du département du Doubs de 1836 à 1848;
- Just Muiron (1787-1881), fonctionnaire et journaliste fouriériste;
- Jules Valfrey (1838-1900), emplacement A4 n°868
- Albert Métin (1871-1918), député du Doubs de 1909 à 1918, ministre à quatre reprises entre 1913 et 1917, dont celui du Travail et de la Prévoyance Sociale, puis des Finances, emplacement I n°4440;
- Georges Pernot (1879-1962), député du Doubs de 1924 à 1936, sénateur du Doubs de 1946 à 1959, plusieurs fois ministre, emplacement I n°4453;

Personnalités des Arts et des Lettres:
- Charles-Antoine Flajoulot (1774-1840), peintre;
- Jean-Baptiste Maire (1787-1859), sculpteur et graveur;
- Alphonse Delacroix (1807-1878), architecte;
- Étienne-Bernard Saint-Ginest (1831-1888), architecte;
- Antonin Fanart (1831-1903), peintre;
- François-Marcel Boutterin (1842-1915), architecte;
- Gaston Coindre (1844-1914), peintre, auteur de Mon vieux Besançon [5];
- Émile Isenbart (1846-1921), peintre;
- Émile Scaremberg (1863-1939), chanteur d'opéra ténor;
- Gabrielle Guglielmi née Barbin (1853-1918), mère de l'acteur hollywoodien Rudolph Valentino;
- Georges Laëthier (1875-1955), sculpteur;
- Maurice Boutterin (1882-1970), architecte;
- Pierre Mingand (1900-1982), chanteur, pianiste et acteur;
- Georges Oudot (1928-2004), peintre et sculpteur;

Scientifiques:
- Joseph Liard (1747-1832), ingénieur;
- Georges Sire (1826-1906), physicien.

Partie historique du cimetière
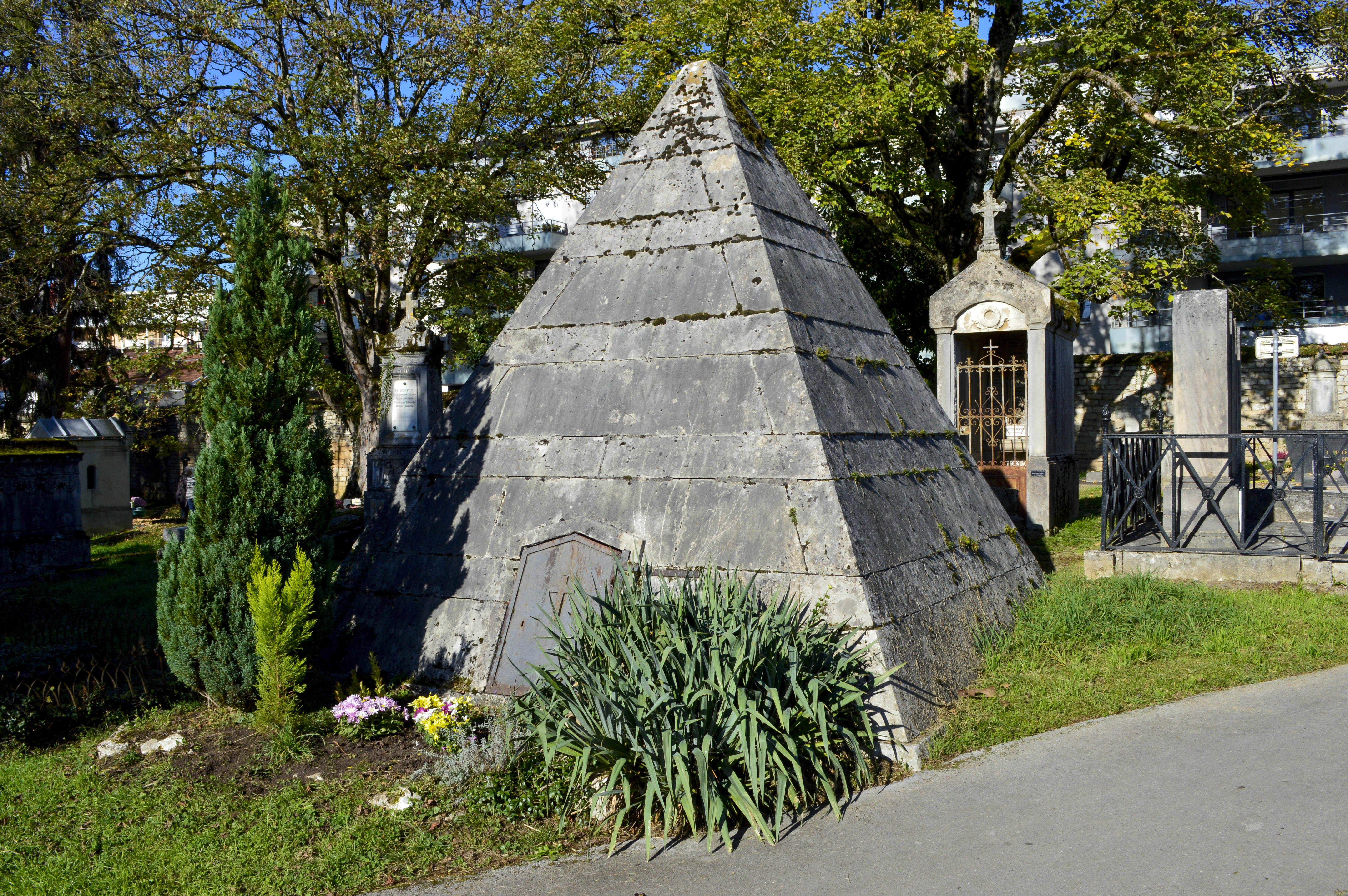
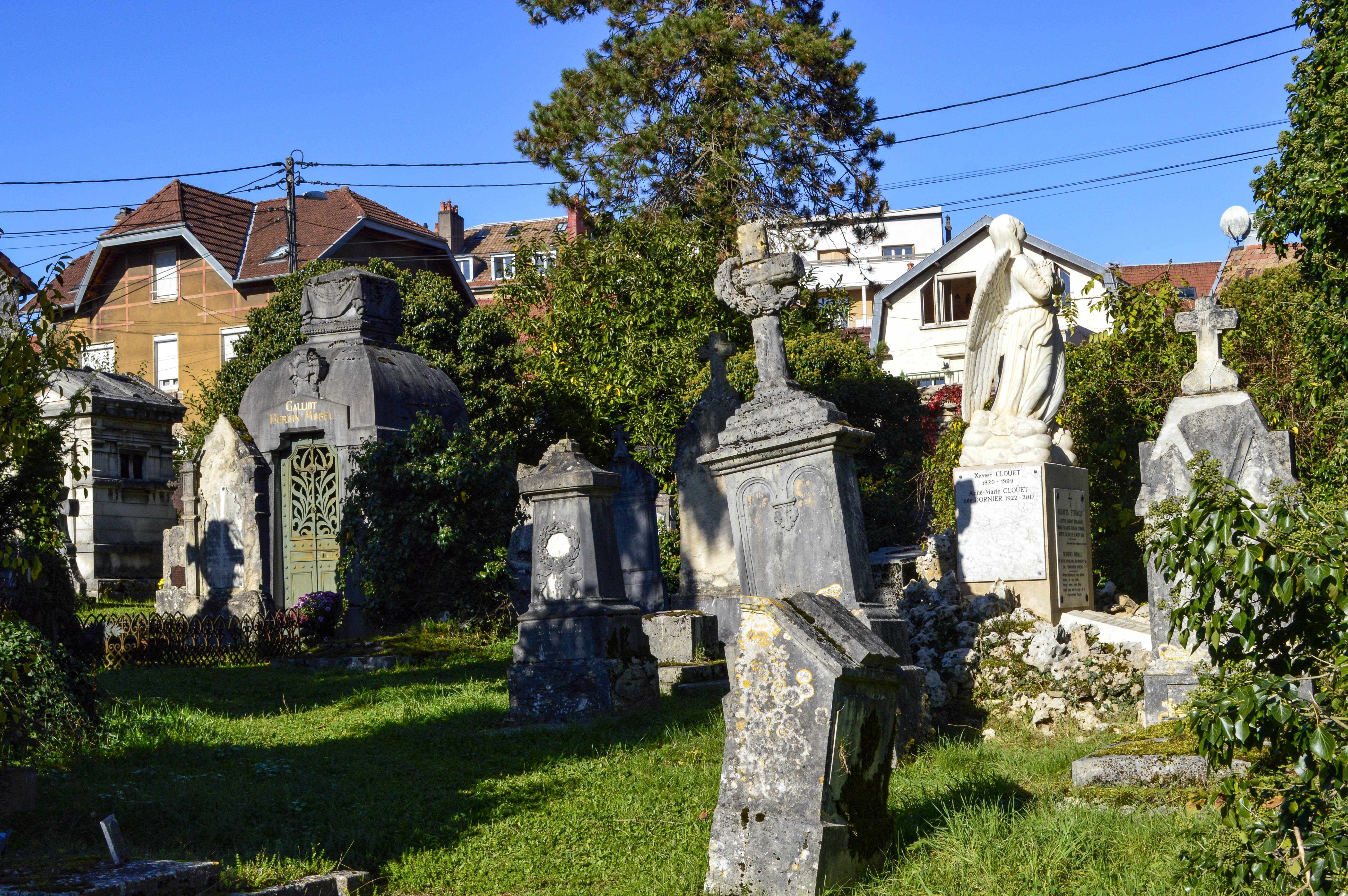
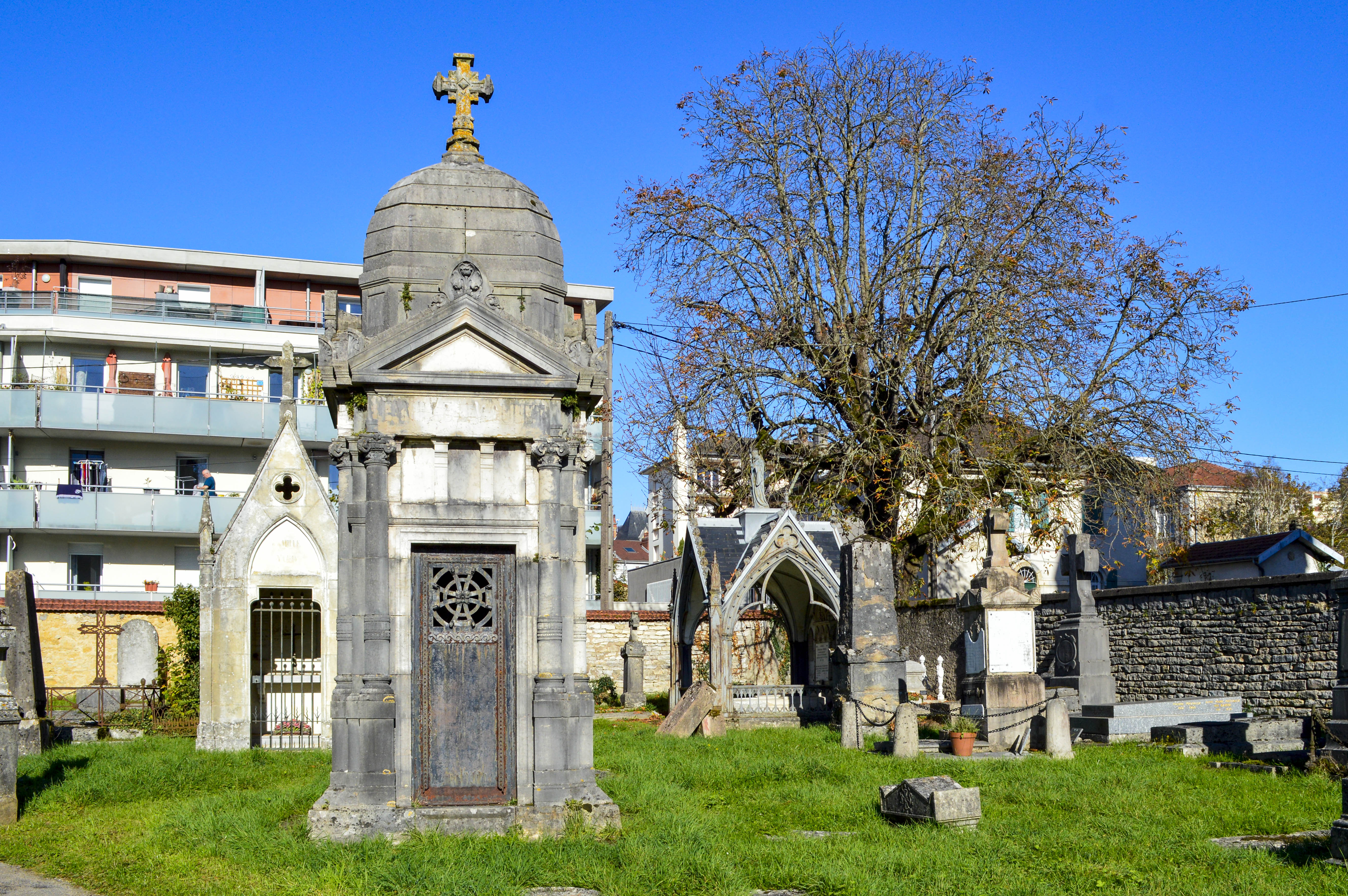
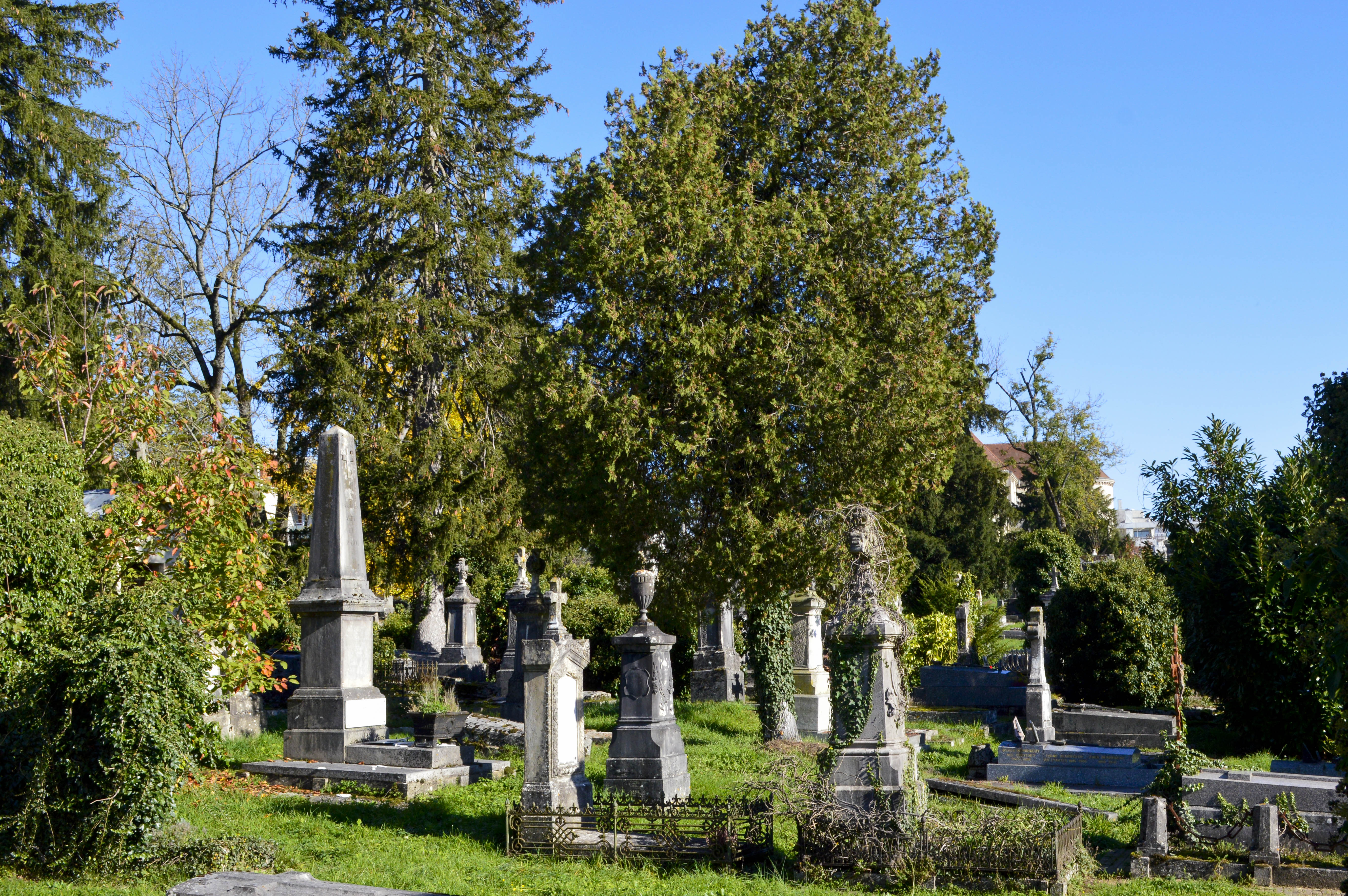
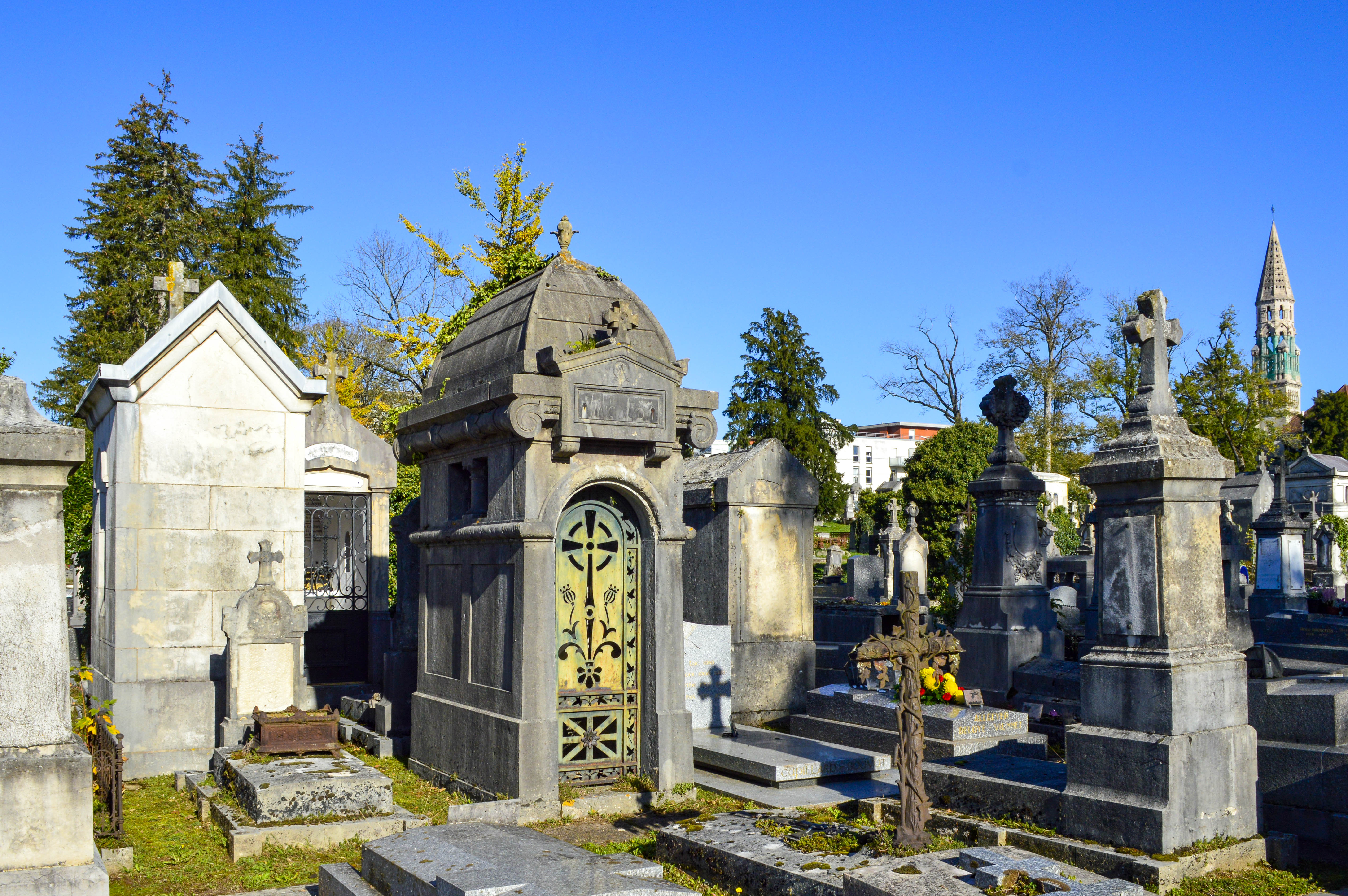